# Jalwadgi, Sindhnur
Jalwadgi là một làng thuộc tehsil Sindhnur, huyện Raichur, bang Karnataka, Ấn Độ.